# Paula Wiesinger
Paula (Paola) Wiesinger, née le 27 février 1907 à Bolzano, dans le Trentin-Haut-Adige et morte le 11 juin 2001 à Alpe de Siusi, est une alpiniste et skieuse alpine italienne de l'entre-deux-guerres, qui fut sacrée championne du monde de descente à Cortina d'Ampezzo en 1932.

## Biographie
Paula Rosa Wiesinger est l'aînée de cinq enfants. Son père perd la vie lors de la Première Guerre mondiale. Sa mère se voit alors obligée de déménager comme cuisinière à Sterzing dans le Sud-Tyrol pour nourrir sa famille et les enfants restent auprès des grands-parents à Bolzano. Grâce à cela, Paula Wiesinger n'est pas soumise à un contrôle parental permanent et bénéficie d'une grande liberté pour une jeune fille à cette époque. Elle peut ainsi se consacrer à ses activités de prédilection, l'alpinisme et le ski qui pour une fille constituaient des activités peu ordinaires. C'est en particulier, dans les Dolomites qu'elle trouve son terrain de jeu idéal et qui constitueront son cadre de vie.
Elle se marie le 27 juillet 1942 à Innsbruck avec Hans Steger, alpiniste de renom et son partenaire de cordée de toujours.

### Alpiniste
Au départ, Wiesinger sort en montagne en choisissant elle-même ses itinéraires et ses objectifs d'ascension. Lors d'une de ses ascensions dans le Catinaccio en 1928, elle fait la connaissance d'Hans Steger, alpiniste talentueux ; les deux sont ambitieux, ont le goût de l'action et ont le même niveau élevé de performance alpine, atteignant le sixième degré de difficulté (extrêmement difficile). Ils se complètent parfaitement : Paula est spécialiste des fissures et des cheminées alors que Hans est spécialiste des dalles.
Paula Wiesinger était déjà à cette époque une des meilleures alpinistes et avait plus d'audace et d'expérience que bien d'autres d'alpinistes masculins dans les Dolomites. Elle était également persévérante et d'un grand sang-froid. En témoigne, une tempête vécue dans la face sud de la Marmolada où elle est surprise avec deux compagnons de cordée. Un de ses partenaires de cordée est frappé par la foudre et l'autre présente des signes d'épuisement. Ils restent ainsi bloqués pendant deux jours accrochés à la paroi. Elle décide alors de gravir seule le reste de la paroi pour chercher du secours. Plus haut dans la paroi, elle rencontre un guide expérimenté dans les secours en montagne. Avec ce dernier, ils improvisent le sauvetage de ses deux compagnons de cordée et parviennent à les ramener en vie à Bolzano. 
En septembre 1928, elle ouvre les itinéraires très difficiles dans les Dolomites tels que le pilier nord de la Cima Una, la face sud directe au Torre Winkler (tours du Vajolet) et  la face est directe de la Cima Catinaccio. Lors de toutes ces ascensions, il s'agissait de premières féminines. 

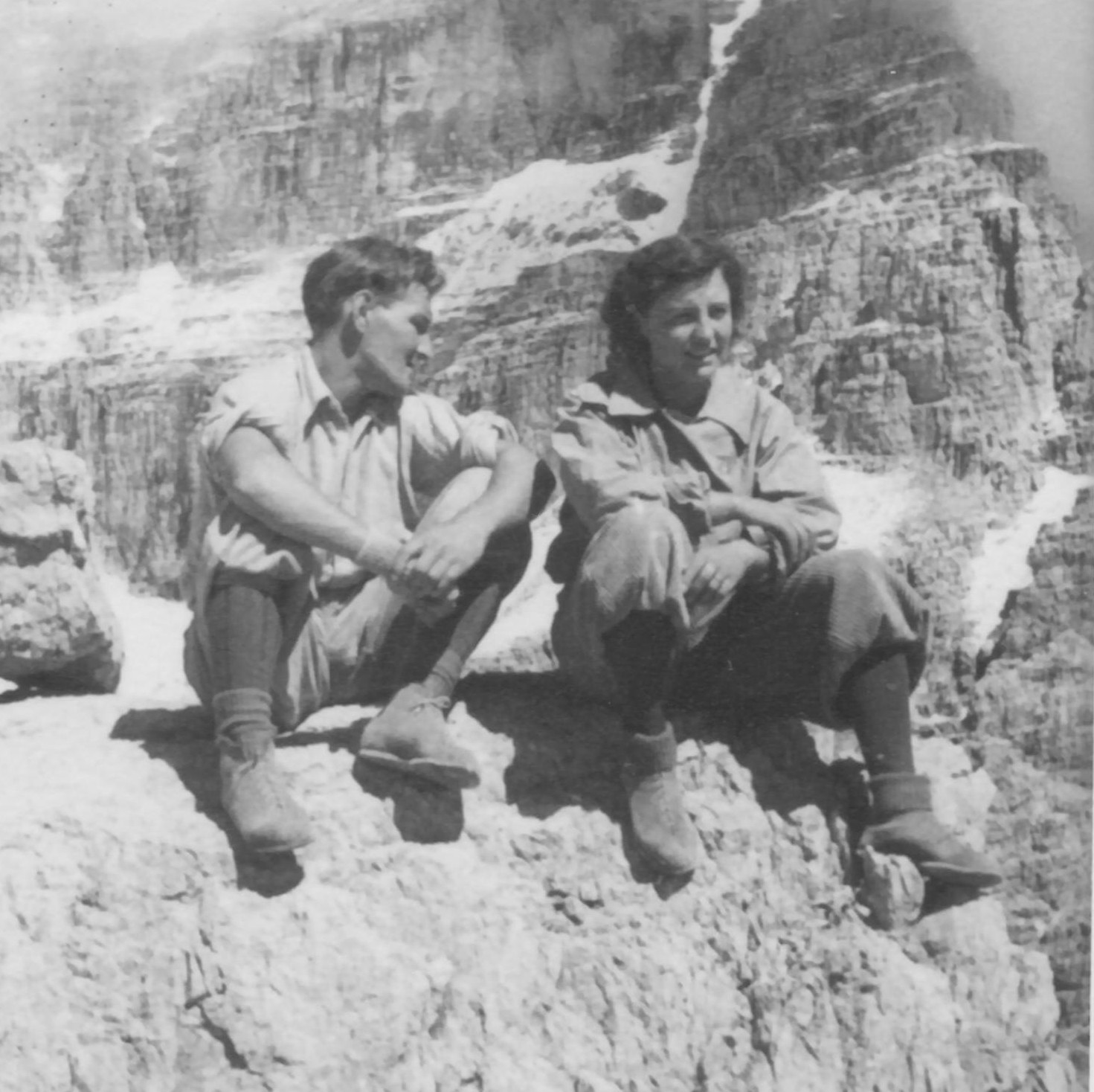
Hans Steger et Paula Wiesinger dans les Dolomites

Pendant l'été 1931, Paula Wiesinger et Hans Steger rencontrent également le roi Albert Ier avec qui ils sympathisent. Ils font ensemble la Cima Picolissima Di Lavareddo et la Torre Venezia à la Civetta. Dans la seule région des Dolomites, elle a effectué jusqu'en 1934 plus de 62 ascensions dont 28 dans le cinquième degré de difficulté (très difficile) et sept dans le sixième degré (extrêmement difficile).
Toute leur vie durant, Hans Steger et Paula Wiesinger sont restés férus d'alpinisme, Paula Wiesinger faisant encore à 71 ans l'ascension du Sassolungo.

### Skieuse alpine
Wiesinger est une skieuse de premier plan qui a remporté de nombreux succès. De 1931 à 1936, elle a remporté en tout 15 titres de championne d'Italie (en descente, slalom et combiné). En 1932, elle est championne du monde de descente à Cortina d’Ampezzo. Elle participe également aux championnats du monde à Innsbruck (en 1933 et 1936) et à Saint-Moritz (en 1934). Ses succès en ski et en alpinisme sont récupérés par le régime fasciste mussolinien qui en fait une égérie.
À partir de 1943, Paula Wiesinger travaille avec Luis Trenker sur son film Der verrufene Berg, où elle a repris les scènes de ski avec Evi Maltagliati.

### Hôtelière
Par la suite, Wiesinger reprend avec son compagnon, Hans Steger, la Dellai-Hütte sur l'alpage du Seiser Alm et l'aménage en Hôtel Steger-Dellai. Elle gère cet hôtel jusqu'en 1998 et y décède à 94 ans. Après son décès, l'hôtel est transmis à une fondation qui, à côté de l'hôtel, a la mission d'assurer le maintien et la promotion du Seiser Alm. En 2006, a été inauguré le sentier de grande randonnée « Hans et Paula Steger » sur le Seiser Alm en mémoire du couple Wiesinger-Steger.

## Palmarès

### Jeux olympiques
| Épreuve / Édition              | Combiné |
| ------------------------------ | ------- |
| JO 1936 Garmisch-Partenkirchen | 16e     |

### Championnats du monde
| Épreuve / Édition               | Descente | Slalom | Combiné |
| ------------------------------- | -------- | ------ | ------- |
| Mondiaux 1932 Cortina d'Ampezzo | Or       | 13e    | 6e      |
| Mondiaux 1933 Innsbruck         | 4e       | 19e    | 11e     |
| Mondiaux 1934 Saint-Moritz      | 12e      | 5e     | 11e     |
| Mondiaux 1936 Innsbruck         | Abandon  | —      | —       |

### Arlberg-Kandahar
- Vainqueur du slalom 1934 à Sankt Anton ( Autriche).